# Flauta d'èmbol

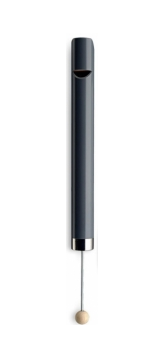

Esquema d'una flauta d'èmbol. Seccions: 1: embocadura, 2: finestreta i bisell, 3: cap, 4: pistó, 5: vareta de tracció, 6: cos.

Una flauta d'èmbol o xiulet lliscant (coneguda també com a xiulet de swanee o swannee, flauta de lotos flauta de pistó o flauta de jazz) és un instrument musical de vent que consisteix en un cap com la d'una flauta de bec i un tub amb un pistó. Així, té una canya d'aire com alguns instruments de vent fusta, però per variar el to utilitza una vara. La construcció és similar al d'una manxa de bicicleta. Com que la columna d'aire és cilíndrica i oberta per un extrem i tancada per l'altre, té un trànsit fins al tercer harmònic. Segons Adato és "un xiulet fet d'un tub llarg amb una vara en un extrem. Es produeix un glissando ascendent i descendent movent la vara cap amunt i cap avall mentre es bufa per l'embocadura" Beck el descriu com un "xiulet tubular amb una unitat d'èmbol a la seva columna, d'unes 12 polzades de llarg. El to es canvia movent l'èmbol i fent-lo lliscar cap amunt i cap avall, produint glissandos ascendents i descendents."
També hi ha un instrument tradicional català, conegut com a mussolera, que n'és una versió infantil.

## Història
Les flautes d'èmbol, en la seva versió popular, solen estar fetes de canya o de bambú, existien a Àfrica, Àsia i el Pacífic, així com a Europa abans que la versió moderna es reinventés a Anglaterra al segle XIX. Aquesta última, que es pot anomenar amb més precisió com a xiulet -o flauta- Swanee, està feta habitualment de plàstic o metall.
La flauta d'èmbol moderna ens resulta coneguda com a efecte sonor (molt utilitzades a les bandes sonores de dibuixos animats, quan un glissando pot suggerir alguna cosa que puja o baixa ràpidament), però també es poden reproduir melodies amb aquest tipus de flauta.
La versió anglesa de la flauta d'èmbol es remunta almenys a la dècada de 1840, quan va ser fabricada per la família Distin i es va presentar als seus concerts a Anglaterra. Les primeres flautes també van ser fetes pels anglesos J Stevens & Son i HA Ward. A la dècada de 1920, la flauta d'èmbol era comuna als EUA, i ocasionalment s'utilitzava a la música popular i al jazz com a efecte especial. Per exemple, es va utilitzar en l'enregistrament d'èxit inicial de Paul Whiteman de Whispering (1920). Fins i tot Louis Armstrong va canviar de la seva corneta més habitual per la flauta d'èmbol per a un cor en un parell d'enregistraments amb la Creole Jazz Band de King Oliver, com Sobbin' Blues (1923). En aquella època, també es van construir saxòfons d'èmbol. Aquesta flauta també es va utilitzar àmpliament a la música de la Jug Band dels anys 20, com ara la Jug Band de Whistler. Gavin Gordon utilitza una flauta d'èmbol al seu ballet The Rake's Progress (1935).

## Usos
La flauta d'èmbol sovint es considera un instrument de joguina, especialment a occident, encara que s'ha utilitzat i encara s'utilitza en diverses formes de música "seriosa". La seva primera aparició a la música clàssica europea destacada podria haver estat quan Maurice Ravel en va demanar una a la seva òpera L'enfant et les sortilèges. Els usos més moderns de la música clàssica inclouen Kammermusik núm. 1 de Paul Hindemith, op. 24 núm. 1 (1922), Passaggio de Luciano Berio, que n'empra cinc, i el <i>Concert per a violí</i> de György Ligeti, així com peces de Cornelius Cardew, Alberto Ginastera, Hans Werner Henze, Peter Maxwell Davies i Krzysztof Penderecki (De Natura Sonoris II), 1971). Music of Changes de John Cage (1951) i Water Music (1952) inclouen flautes d'èmbol i reclams d'ànec. També s'utilitza en moltes de les obres de P. D. Q. Bach.
Entre els anys 1930 i 1950 va ser interpretada amb gran destresa per Paul 'Hezzie' Trietsch, un dels membres fundadors dels Hoosier Hot Shots. Van fer molts enregistraments.
Roger Waters va tocar dues notes amb la flauta d'èmbol a la cançó Flaming, de l'àlbum debut de Pink Floyd The Piper at the Gates of Dawn.
Un ús més recent on es pot escoltar una flauta d'èmbol és a la cançó de 1979 Get Up de Vernon Burch. També va aparèixer més tard tocada per Deee-Lite al seu èxit de 1990 <i>Groove Is in the Heart</i>. Fred Schneider de The B-52's toca una flauta d'èmbol de joguina de plàstic a les actuacions en directe del tema <i>Party Out of Bounds</i> com a efecte de persona beguda, enlloc de la trompeta que utilitza a l'estudi per al tema Wild Planet.
Al popular programa de jocs de comèdia de la BBC Radio 4 "I'm Sorry I Haven't A Clue", el Swanee s'ha combinat per obtenir un efecte còmic amb el mirlitó en una ronda musical anomenada "Swanee-Kazoo" que s'ha reproduït durant més de quaranta anys.

## Mussolera a Catalunya

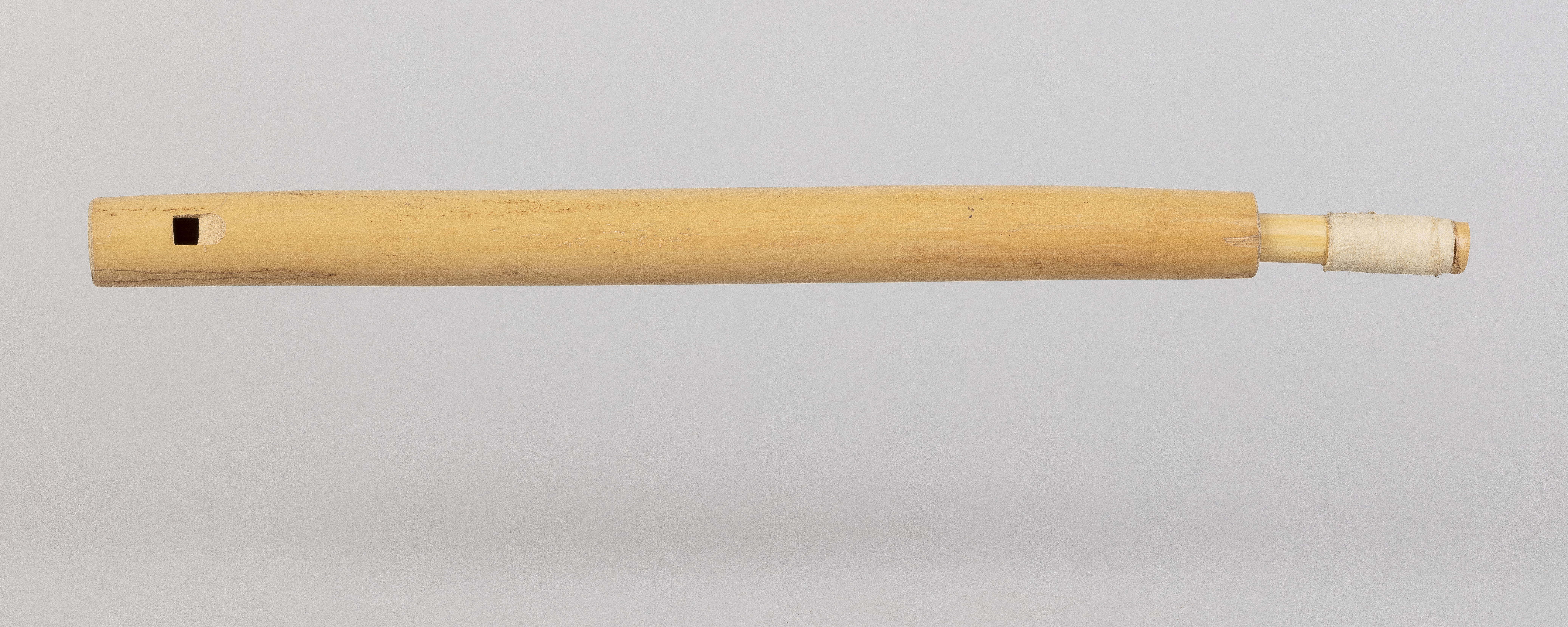
Mussolera MDMB 12615, al Museu de la Música de Barcelona

La mussolera, la versió tradicional catalana de la flauta d’èmbol, és un instrument fet de canya que té forma de xiulet, construït principalment per a la cacera d'òlibes i mussols.
Originàriament, era un instrument construït com a reclam per a caçar òlibes o xibeques, d’aquí en ve el nom de mussolera. Les òlibes s'utilitzaven per a caçar altres animals, però per ser útils, primer era important caçar-ne una. Amagat, el caçador feia sonar la mussolera imitant prou bé el so de les òlibes.
Més endavant va perdre la seva funció de caça i s'ha desenvolupat com a joguina, un instrument musical que manté la seva essència sonora, però per a la canalla.
Es tracta d’un instrument fet amb un tros de canya on es modifica l’altura del so a partir de la introducció d’un altre tub més petit o un pistó que encaixa dins l’altre. En aquest pal més prim se li afegeix unes tiretes de roba al seu extrem per facilitar el seu moviment amunt i avall.
Per fer-lo sonar, cal bufar i moure el tub de l’interior amb el qual es gradua el volum del cilindre i modifica l’espai d’aire de la columna, generant un so com el que alguns músics coneixen com a glissando.

### Exemplars
Algunes de les mussoleres que hi ha documentades tenen el seu origen al Montsià, Vilafranca del Penedès i a Sitges on les anomenaven “flauta de caçar mussols”.
Al Museu de la Música de Barcelona tenen una mussolera a la seva col·lecció, construïda per Jordi Colobrans l'any 1988 gràcies a una beca del Departament de Cultura de la Generalitat de Catalunya. Va ingressar al Museu el setembre de 2016, però en aquests moments, no està exposat. Té unes dimensions de 15 x 255 mm i està categoritzat com a "aereòfon de bisell".